# Кондратенко, Иван Гаврилович
Ива́н Гаври́лович Кондрате́нко (12 октября 1856, с. Васильевка Бахмутского уезда Екатеринославской губернии — 2 июля 1916, Москва) — русский архитектор, мастер московского модерна. Один из наиболее востребованных московских архитекторов конца XIX — начала ХХ веков, автор свыше 50 проектов в Москве.

## Биография
Происходил из крестьян. Свидетельство о крещении Ивана Кондратенко из Екатеринославской духовной консистории Архангело-Михайловской церкви села Дружковки говорит о том, что будущий мастер появился на свет 12 октября 1856 года и был незаконнорождённым сыном крестьянки Екатерины Ивановны Кондратенко, ввиду чего отчество свое получил от крестного отца и родного дяди Гавриила Ивановича Кондратенко. Вскоре после его рождения отменили крепостное право, семья перебралась на Щербиновские хутора, раскинувшиеся на берегу реки Кривой Торец. Как и остальные жители Щербиновки, Кондратенко были прихожанами Свято-Георгиевской церкви в имении Александрово помещика Сергея Осиповича Шультена. Отставной поручик Шультен, возможно, отчасти следуя семейной традиции, помогал многим. Помогал щедро, бескорыстно и от всего сердца. История умалчивает о том, при каких обстоятельствах он обратил свой благотворительный взор на смышленого, но плохо слышащего мальчика. Сергей Осипович организовал у себя дома обучение некоторых детей, в числе которых был Власий Судейкин. Азы грамоты будущий известный зодчий получал в компании будущего тайного советника и сенатора. Занимаясь с Иваном, Шультен понял, что у мальчика есть не только художественное чутье и стиль, но также склонность и интерес к конструированию. Поэтому в 1868 году он отправил его учиться в Москву в специализированное «Арнольдо-Третьяковское училище для глухонемых» на Донской улице. В училище Арнольдо Иван Кондратенко провел 8 лет, параллельно поступив в 1873 году в Московское училище живописи, ваяния и зодчества, которое окончил в 1879 году со званием неклассного художника архитектуры; соучениками Кондратенко были ставшие позднее известными архитекторами Р. И. Клейн и С. У. Соловьёв. В том же году поступил в Императорскую Академию художеств (ИАХ), которую окончил в 1885 году со званием классного художника архитектуры 1-й степени. Во время обучения в ИАХ удостаивался двух золотых и одной серебряной медалей. Все это время Сергей Осипович Шультен не оставлял своего подопечного и продолжал оплачивать обучение и аренду квартиры в Москве в доме Хомякова на Собачьей площадке. В 1888—1893 годах Кондратенко работал сверхштатным сотрудником Строительного отделения Московского Губернского правления. В этот период случилось роковое для Ивана Гавриловича происшествие. Как свидетельствует выписка из Алексеевской глазной больницы, при производстве строительных работ тюремной Бутырской больницы и конвойной команды из-за упавшего корыта с известью он получил серьезную травму глаз, которая привела впоследствии к утрате зрения.
Гласный Московской городской думы в 1905—1908 годах. Член Московского архитектурного общества с 1899 года. Жил в собственном доме на Большой Спасской улице, 22. Скончался 2 июля 1916 года в Москве. Похоронен на Пятницком кладбище.
В своих ранних архитектурных работах И. Г. Кондратенко использовал для декоративной отделки строений фигурный кирпич и рельефную кладку, сохраняя приверженность русскому стилю. К 1910-м годам в постройках архитектора начал преобладать лаконичный модерн, характерными особенностями которого являлись гладкие поверхности стен, завершённые полукруглыми или треугольными фронтонами, остекление центральных частей фасадов и декоративная простота балконов и эркеров. С начала 1910-х годов архитектор перешёл к стилистически-образным решениям, в которых присутсовали черты экстравагантности и архитектурной романтики, переосмысление неоклассицизма и средневековой крепостной архитектуры. Постоянным соавтором И. Г. Кондратенко в 1910-е годы был архитектор С. А. Дорошенко.

## Постройки в Москве

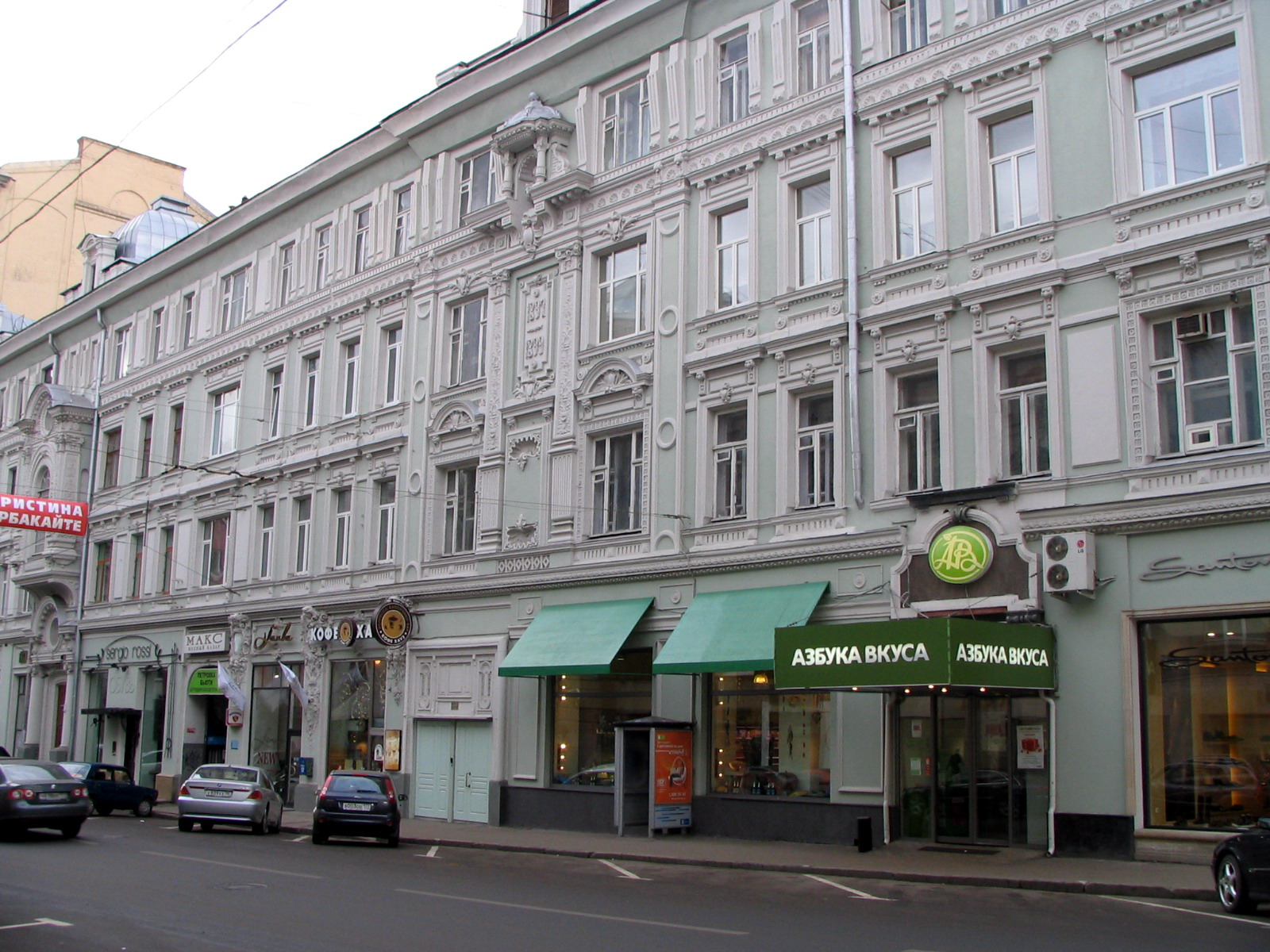
Доходный дом Коровина на ул. Петровка, 19

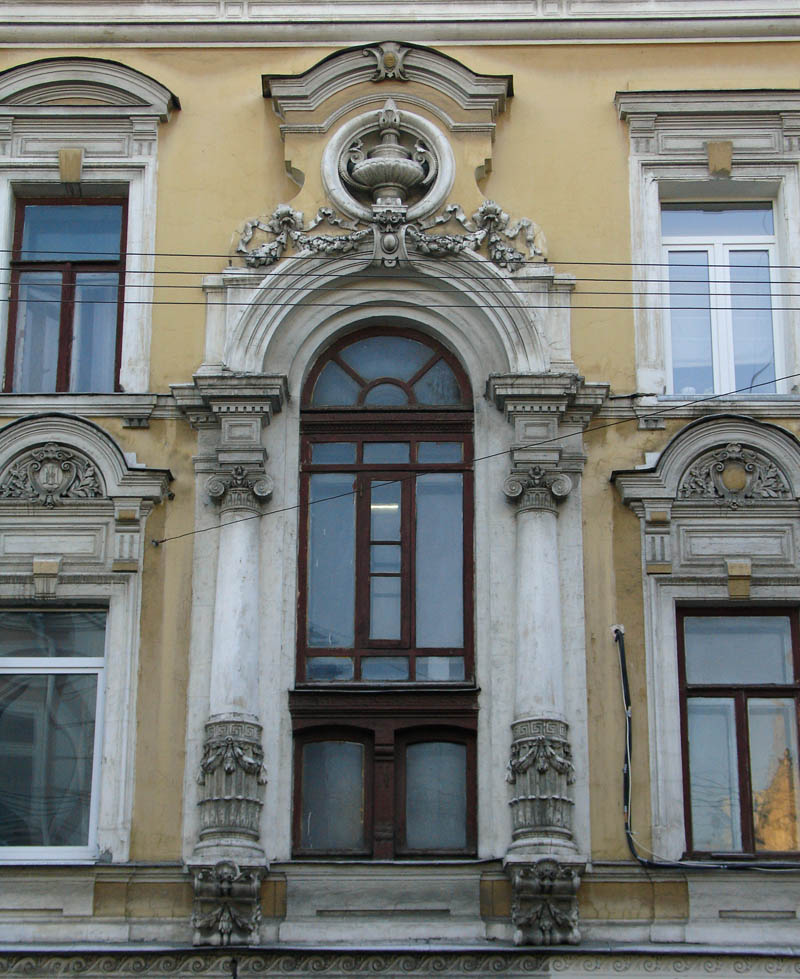
Фасад дома на ул. Чаплыгина, 10

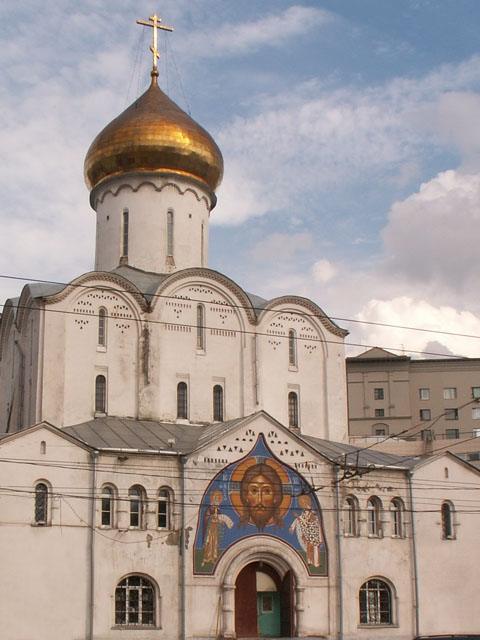
Храм Николы Чудотворца у Тверской заставы

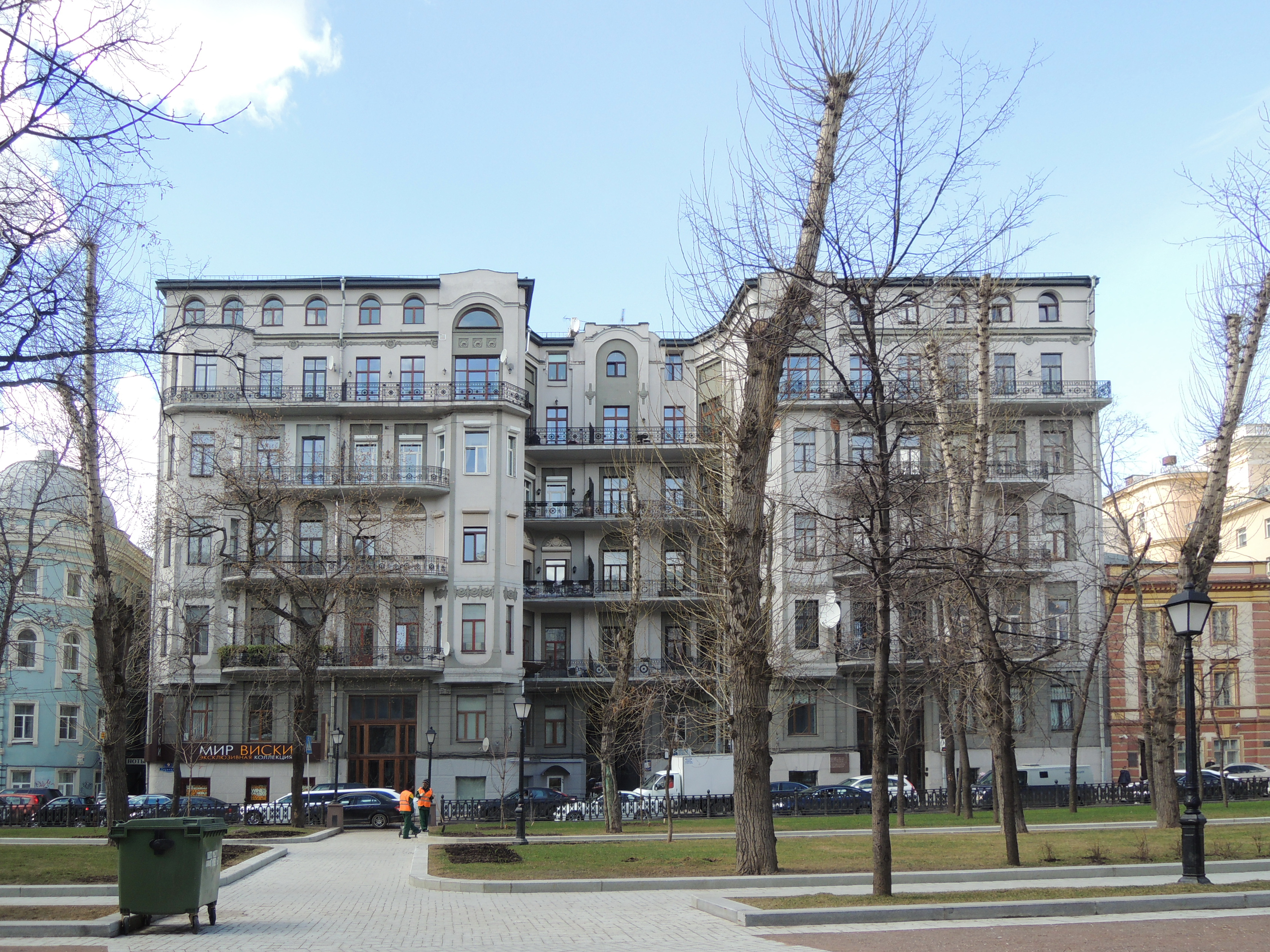
Доходный дом Коровина на Тверском бульваре, 9

- 1890 — Доходный дом, Тургеневская площадь, 2 (не сохранился)[сн 1];
- 1890, 1892 — Особняк Ф. Э. Сиверса, Большая Лубянка, 24/15, стр. 1 (перестроен В. И. Чагиным)  ЦГФО;
- 1890, 1893 — Доходный дом, Малый Кисловский переулок, 7;
- 1893 — Доходный дом, Улица Жуковского, 11;
- 1893 — Доходный дом, Подколокольный переулок, 1;
- 1893 — Перестройка дома, флигель городской усадьбы А. Б. Бутурлина — В. Ф. Голохвастовой (доходное владение Российского страхового общества «Жизнь»), Солянка, 3, стр. 1—3  памятник архитектуры (вновь выявленный объект)[8];
- 1894 — Доходный дом, Улица Чаплыгина, 10;
- 1895 — Перестройка и изменение фасада особняка П. Калашникова — И. и Г. Рахмановых, устройство моленной Покрова Пресвятой Богородицы, Бакунинская улица, 2—4  памятник архитектуры (региональный)[8][9];
- 1894 — Доходный дом, Петровка, 17 (не сохранился);
- 1896 — Жилой дом Калашникова — Рахмановых, Бауманская улица, 33/2;
- 1898 — Доходный дом Синодального ведомства, Камергерский переулок, 6/5 — Большая Дмитровка, 5/6, стр. 3  памятник архитектуры (региональный)[8];
- 1898 — Жилой дом священнослужителей кремлёвских соборов с кельями Крестовоздвиженского монастыря, Улица Воздвиженка, 7/6 — Крестовоздвиженский переулок 6/7,  памятник архитектуры (региональный)[8];
- 1899 — Доходный дом М. И. Коровина с хозяйственными постройками, Петровка, 19, стр. 1  памятник архитектуры (вновь выявленный объект)[8];
- 1900 — Дом Е. Г. Магазиновой, Большая Дорогомиловская улица, 12 (не сохранился);
- Доходный дом (1901, Большой Козловский переулок, 3);
- 1901 — Дом В. А. Щеглова, Подсосенский переулок, 14, во дворе;
- 1901 — Дом С. С. Прусакова, Долгоруковская улица, 53;
- 1901 — Дом Л. И. Тильмана, Дурасовский переулок, 13;
- 1901 — Перестройка городской усадьбы, Вспольный переулок, 5, стр. 1  памятник архитектуры (региональный)[8];
- 1902 — Доходный дом Г. М. Ухарского, Большая Спасская улица;
- 1902 — Доходный дом М. Д. Орлова, Арбат, 12;
- 1902 — Дом А. В. Каптелиной, Малая Ордынка, 29;
- 1902 — Перестройка доходного дома П. В. Аристова, Тверская улица, 40;
- 1900—1903 — Доходный дом Московского торгово-строительного акционерного общества, совместно с В. Ф. Валькотом, Мясницкий проезд, 4/3;
- 1900—1903 — купол над Лубянским пассажем (не сохранился);
- 1904 — Доходный дом, Фурманный переулок, 6;
- 1904 — Доходный дом, Фурманный переулок, 16, во дворе;
- 1905 — Доходный дом Ширяева, Новая Басманная улица, 10—12;
- 1900 — Доходный дом П. Н. Силуанова, Большой Козихинский переулок, 6;
- 1906 — Доходный дом И. М. Коровина, Тверской бульвар, 9;
- 1906 — Дом М. Д. Аносовой, Садовая-Спасская улица, 25/9;
- 1906 — Доходный дом М. Г. Коровина, Брюсов переулок, 1;
- 1907 — Дом бесплатных квартир имени Э. К. Рахмановой, 3-я Сокольническая улица, 5;
- 1909 — Дом неклассного художника А. К. Сильверсвана, совместно с М. Н. Черкасовым, 4-й Ростовский переулок, 1, стр. 2.  памятник архитектуры (вновь выявленный объект)[8];
- 1909 — Изменение фасада доходного дома Б. М. Игнатьева, Елисеевский переулок, 9/14;
- 1910 — Доходный дом, Большая Дмитровка, 29;
- 1910 — Доходный дом С. Е. Шугаева, Большой Козловский переулок, 12;
- 1910 — Особняк и доходный дом И. М. Коровина, Малый Власьевский переулок, 12—14  памятник архитектуры (вновь выявленный объект)[8];
- 1910 — Доходный дом Н. А. Быковой, Улица Жуковского, 9;
- 1911 — Доходный дом, Лихов переулок, 8;
- 1911 — Доходный дом А. Е. Заварзиной, Лялин переулок, 20;
- 1912 — Доходный дом Е. А. Скальского, Кривоколенный переулок, 14;
- 1912 — Доходный дом П. И. Заварского, совместно с С. А. Дорошенко, Потаповский переулок, 12  памятник архитектуры (региональный)[8];
- 1912 — Доходный дом С. Е. Шугаева, Яковоапостольский переулок, 11—13;
- 1912 — Доходный дом С. Е. Шугаева, Большой Харитоньевский переулок, 14;
- 1912—1913 — Доходный дом П. И. Заварского, совместно с С. А. Дорошенко, Потаповский переулок, 12;
- 1912—1914 — Доходный дом Вешнякова, совместно с С. А. Дорошенко, Малая Бронная улица, 32  памятник архитектуры (региональный)[8];
- 1913—1914 — Доходный дом Г. А. Гордон («Дом со львами»), совместно с архитектором В. Н. Волокитиным, Улица Малая Молчановка, 8;
- 1913—1914 — Доходные дома, совместно с С. А. Дорошенко, Малый Казённый переулок, 10, 12, 12а;
- 1914 — Доходный дом И. М. Коровина, Староконюшенный переулок, 5/14;
- 1914 — Доходный дом Е. М. Шугаевой, Звонарский переулок, 1;
- 1915 — Храм Николы Чудотворца у Тверской заставы, строительство вёл А. М. Гуржиенко, Бутырский Вал, 8  памятник архитектуры (федеральный)[10][11].

### Сноски
1. ↑  Здесь и далее проекты и постройки приведены в хронологическом порядке по М. В. Нащокиной[7], с необходимыми дополнениями и уточнениями.